# Geotrupes
Geotrupes es un género de coleóptero de la familia Geotrupidae de distribución holártica.

## Especies
Hay por lo menos 30 especies descritas:
- Geotrupes baicalicus Reitter, 1893
- Geotrupes castaneipennis Reitter, 1887
- Geotrupes corinthius Fairmaire, 1886
- Geotrupes crenulipennis (Fairmaire, 1891)
- Geotrupes douei Gory, 1841
- Geotrupes folwarcznyi Cervenka, 2005
- Geotrupes genestieri Boucomont, 1905
- Geotrupes ibericus Baraud, 1958
- Geotrupes impressus Gebler, 1841
- Geotrupes jakovlevi Semenov, 1891
- Geotrupes kashmirensis Sharp, 1878
- Geotrupes koltzei Reitter, 1893
- Geotrupes kuluensis Bates, 1891
- Geotrupes lenardoi Petrovitz, 1973
- Geotrupes meridionalis Palisot de Beauvois, 1805
- Geotrupes molestus Faldermann, 1835
- Geotrupes mutator (Marsham, 1802)
- Geotrupes olgae (Olsoufieff, 1918)
- Geotrupes spiniger (Marsham, 1802)
- Geotrupes stercorarius (Linnaeus, 1758)
- Geotrupes thoracinus Palisot de Beauvois, 1805
- Geotrupes turkestanicus Boucomont, 1899